# Costruzioni con riga e compasso
Eseguire una costruzione con riga e compasso significa ottenere graficamente una determinata figura geometrica partendo da segmenti ed angoli tracciati servendosi esclusivamente di una riga e di un compasso idealizzati, ossia non graduati, senza quindi la possibilità di far riferimento alle tacche della riga per prendere misure o di ripetere una data apertura che il compasso aveva avuto in precedenza.
Il problema delle costruzioni con riga e compasso ha accompagnato gli sviluppi della geometria nella Grecia antica. Per i matematici greci i problemi geometrici si presentavano non nella forma genericamente esistenziale, ma in quella costruttiva. La prima proposizione degli Elementi di Euclide presenta subito un problema costruttivo: "Sopra una data retta terminata (segmento) costruire un triangolo equilatero". La geometria era inoltre utilizzata per risolvere quelli che per noi ora sono problemi algebrici.

## Riga e compasso "ideali"

Elementi di Euclide, libro I: postulati 1 e 2

Elementi di Euclide, libro I: terzo postulato

Elementi di Euclide, libro I: proposizione 3 (Applicare un segmento a una retta)

Eseguire costruzioni con riga e compasso significa, partendo da almeno due punti sul piano, compiere un numero finito di operazioni con due strumenti "ideali", cioè non dotati di nessun tipo di riferimento utile per effettuare misurazioni: la riga (per tracciare rette) e il compasso (per tracciare circonferenze).
Le operazioni di base impiegate negli Elementi sono quelle descritte nei primi tre postulati del libro primo:
1. È possibile condurre una linea retta da un qualsiasi punto ad ogni altro punto;
2. È possibile prolungare illimitatamente in linea retta un segmento finito;
3. È possibile descrivere un cerchio con qualsiasi centro e qualsiasi raggio.

In base a questi postulati si possono eseguire esclusivamente le seguenti operazioni:
1. Dati due punti, tracciare la retta passante per essi (o, per estensione, prolungare un segmento, vedi prima animazione a destra);
2. Dati due punti A e B, tracciare una circonferenza di centro A e passante per B (seconda animazione a destra);
3. Determinare l'eventuale punto di intersezione di due rette;
4. Determinare gli eventuali punti d'intersezione di una circonferenza con una retta;
5. Determinare gli eventuali punti d'intersezione di due circonferenze.

Operazioni che invece non si possono fare:
1. Applicare un segmento a una retta (ossia trasportarne la lunghezza) mediante la riga, in quanto essa non è graduata;
2. Applicare un segmento a una retta mediante il compasso, in quanto si tratta di un'altra operazione che prevede una misurazione, non contemplata dai postulati.

Euclide in effetti non parla né di riga né di compasso; non li descrive in quanto strumenti, e tanto meno ne definisce l'uso. Il fatto di poter tracciare una circonferenza in base a due punti (terzo postulato) non autorizza ad usare uno strumento meccanico che possa conservare una certa apertura dopo aver tracciato la circonferenza: bisogna pensare che il compasso si apra al momento di dover disegnare una circonferenza, e si richiuda subito dopo averla tracciata.
Ovviamente nella geometria classica la necessità di applicare distanze è una pratica frequente: infatti Euclide dedica le prime tre proposizioni del libro primo per arrivare a risolvere questo problema, mostrando che si può applicare una distanza effettuando solo operazioni lecite (vedi terza animazione a destra).
È proprio in virtù dei tre postulati suddetti che si dice che le costruzioni contenute negli Elementi di Euclide sono ottenute mediante riga e compasso. Si deve sottolineare come si debba prescindere dai materiali utilizzati e dai livelli di approssimazione degli strumenti meccanici: la scienza delle costruzioni con riga e compasso è rigorosamente teorica e non pratica.
È noto che - al di là delle costruzioni di cui trattano gli Elementi di Euclide - i matematici greci si erano posti complessi problemi di costruzione con riga e compasso che solo nel XIX secolo, grazie alla teoria dei campi sviluppata da Galois, Abel e altri, si sono rivelati irrisolvibili.

## Punti costruibili ecampo euclideo
Avendo in mente la suddetta connotazione classica del problema delle costruzioni con riga e compasso, si può arrivare ad una sua rigorosa formulazione teorica valendosi dei metodi della geometria analitica che, com'è noto, permettono sempre di trasformare un problema geometrico in un problema analitico.

Utilizzando il linguaggio della geometria analitica un qualsiasi problema di costruzione con riga e compasso può sempre formularsi nei seguenti termini:

Dati più punti in un piano riferiti ad un sistema di coordinate (definito a partire dai punti dati), stabilire se le coordinate di un ulteriore determinato punto sono ricavabili attraverso le cinque operazioni grafiche sopra enunciate.
Si dimostra facilmente che l'utilizzo della sola riga consente di raggiungere tutti e soli i punti le cui coordinate stanno nel "campo di razionalità" definito dalle coordinate dei punti dati, vale a dire eseguendo, per ogni coppia {\displaystyle a}, {\displaystyle b} di numeri dati, le operazioni algebriche {\displaystyle a+b}, {\displaystyle a-b}, {\displaystyle a*b}, {\displaystyle a/b}.

Si dimostra poi che, con l'aggiunta del compasso, è possibile realizzare una "estensione quadratica" del campo di razionalità, costruendo per ogni numero {\displaystyle a} in esso contenuto il numero {\displaystyle {\sqrt {a}}} .

Applicando un numero finito qualsivoglia di estensioni quadratiche si giunge al cosiddetto "campo euclideo".

Si dimostra che:

Dati nel piano più punti riferiti ad un sistema di coordinate, ogni ulteriore punto cui si perviene, partendo dai punti dati, mediante un numero finito di operazioni eseguite con la riga e con il compasso, ha coordinate che appartengono al "campo euclideo" definito da tali dati.
Detto in termini analitici, le coordinate dei "punti costruibili" sono soluzioni di equazioni che hanno come massimo grado una potenza di 2.

## Problemi risolvibili con "meno strumenti"
I problemi di costruibilità possono essere studiati anche sotto condizioni diverse rispetto all'utilizzo della riga e del compasso.
Il danese Mohr e l'italiano Mascheroni giunsero indipendentemente a stabilire, ben prima che si arrivasse ad una dimostrazione esatta di quale siano le lunghezze e i punti costruibili, che:

Ogni problema risolvibile con riga e compasso è risolvibile anche con il solo compasso (teorema di Mohr - Mascheroni).

I problemi di costruzione dai quali partì Mascheroni nella sua dimostrazione erano i seguenti:
- condurre per un punto dato la parallela ad una retta data (nel senso di determinare almeno due punti appartenenti a tale retta);
- determinare un qualsiasi segmento multiplo di un segmento assegnato;
- costruire il punto simmetrico di un punto dato rispetto ad una retta data.

Risolti tali problemi, si giunge facilmente alla dimostrazione del teorema in questione.

I matematici Poncelet e Steiner hanno invece dimostrato che:

Ogni problema risolvibile con riga e compasso è risolvibile anche con la riga e cerchio fisso (teorema di Poncelet - Steiner).

In altri termini, quando sia dato nel piano un cerchio completamente tracciato di cui sia noto il centro, tutti i problemi risolvibili con riga e compasso sono risolvibili anche con la sola riga.

## Costruzione di poligoni regolari

Costruzione di un eptadecagono regolare

Il problema in questione è definibile nei termini seguenti: dato il lato {\displaystyle l} costruire un poligono regolare di {\displaystyle N} lati. La costruzione si può facilmente realizzare per {\displaystyle N=3,4,5,6}; ma già per {\displaystyle N=7} incontriamo difficoltà. Interessa dunque capire quali poligoni sono costruibili con riga e compasso e quali no. Il giovane Gauss nel 1796 riuscì a dimostrare che, se {\displaystyle p} è un numero di Fermat primo, allora il poligono regolare con un numero {\displaystyle p} di lati è costruibile con riga e compasso. Ricordiamo che i numeri di Fermat sono espressi dalla formula
{\displaystyle F_{n}=2^{(2^{n})}+1}
e che solo i numeri ottenuti per {\displaystyle n=0,1,2,3,4} (i cui valori sono rispettivamente 3, 5, 17, 257, 65537) sono stati sinora verificati essere primi.
Gauss provò dunque, più in generale, che un poligono regolare di {\displaystyle N} lati è costruibile se la sua scomposizione in fattori primi è del tipo
{\displaystyle N=2^{k}{p_{1}}{p_{2}}\cdots {p_{s}}}
dove {\displaystyle k} è un numero intero non negativo e i fattori {\displaystyle p_{j}} sono numeri di Fermat primi distinti. Egli intuì anche che la condizione suddetta doveva essere anche necessaria, ma la cosa venne provata solo più tardi da Pierre Wantzel, nel 1836.

## Problemi classici e costruzioni impossibili
Esistono tre problemi che furono affrontati già dai matematici greci e che rimasero all'attenzione di generazioni di matematici successivi fino a quando non se ne dimostrò inequivocabilmente la non risolvibilità con riga e compasso:
- la duplicazione del cubo;
- la trisezione dell'angolo;
- la quadratura del cerchio.

### Duplicazione del cubo
Si tratta di costruire con riga e compasso un cubo che abbia volume doppio di un cubo dato. Se {\displaystyle {l}} è lo spigolo del cubo dato, un cubo di volume doppio deve avere come spigolo un segmento di lunghezza {\displaystyle {\sqrt[{3}]{2}}{l}}, che non sta nel "campo euclideo" delle lunghezze costruibili con riga e compasso.

### Trisezione dell'angolo
Il problema richiede, dato un qualsiasi angolo {\displaystyle \phi }, di suddividerlo in tre angoli uguali. È noto dalla trigonometria che vale l'identità
{\displaystyle \tan(\phi )={\frac {3\tan(\phi /3)-\tan ^{3}(\phi /3)}{1-3\tan ^{2}(\phi /3)}}}
Ponendo dunque 
{\displaystyle {m}=\tan(\phi )} e {\displaystyle {x}=\tan(\phi /3)} 
si ottiene:
{\displaystyle x^{3}-3mx^{2}-3x+m=0}
Si tratta di un'equazione cubica che, salvo casi particolari, è irriducibile nel campo euclideo, cosa che prova come il problema della trisezione dell'angolo non sia (salvo casi particolari) risolubile con riga e compasso.

### Quadratura del cerchio
Quello della quadratura del cerchio è il più famoso dei problemi di costruzione con riga e compasso, per il quale è stata proposta una quantità notevole di "false dimostrazioni", al punto che esso è diventato una metafora per indicare un problema di impossibile soluzione.

Il problema richiede che dato un cerchio di raggio {\displaystyle {r}} si costruisca il lato {\displaystyle {l}} di un quadrato che abbia la stessa area di tale cerchio.

Per costruire un tale quadrato, esso deve avere il lato con lunghezza {\displaystyle {l}} pari a {\displaystyle {\sqrt {\pi }}} {\displaystyle {r}} 
, tuttavia {\displaystyle \pi } è, come dimostrato da Lindemann, un numero trascendente (non ottenibile cioè come radice di un'equazione algebrica a coefficienti razionali di qualsiasi grado), quindi risulta evidente l'impossibilità di risolvere il problema con riga e compasso non graduati.